# Papilio rhodostictus
Papilio rhodostictus là một loài bướm thuộc họ Bướm phượng (Papilionidae). 
Loài Papilio rhodostictus được mô tả năm 1874 bởi Butler. Loài bướm Papilio rhodostictus sinh sống ở .